# Tree Fu Tom
Tree Fu Tom è una serie animata per bambini trasmessa nel Regno Unito dalla BBC e CBeebies e negli USA da Sprout e NBC Kids dal 2012 al 2016, in Italia è stata trasmessa su Frisbee dal 23 dicembre 2012 (solo la prima stagione)  e dal 22 settembre 2014 anche su Cartoonito (dalla stagione 2).

## Trama
La serie racconta la storia di un bambino di nome Tom che, un giorno trova un albero che finisce in un mondo minuscolo il quale incontra tanti amici come Twigs, Zig Zoo il ranocchio-inventore, Squirtum, Ariela e Treetog per rovinare tutti i terribili piani dei due funghi cattivi e sleali: Puffy e Stink.

## Doppiaggio
| Attori           | Attori                                             | Attori              |
| Personaggio      | Attore                                             | Doppiatore italiano |
| ---------------- | -------------------------------------------------- | ------------------- |
| Tom              | Luisa Guerreiro Adam Henderson (solo 8 ep.)        | Tito Marteddu       |
| Personaggio      | Attore                                             | Doppiatore italiano |
| Tom              | Sophie Aldred Lucien Dodge (ed. statunitense)      | Tito Marteddu       |
| Twigs            | David Tennant                                      | Stefano Crescentini |
| Zig Zoo          | Tim Whitnall                                       | Davide Garbolino    |
| Squirtum         | Tim Whitnall                                       | Mino Caprio         |
| Ariela           | Samantha Dakin (2012-2016) Eden Gamliel (dal 2016) | Rachele Paolelli    |
| Treetog          | Sharon D. Clarke                                   | Rita Baldini        |
| Rickety McGluman | Tim Whitnall                                       |                     |
| Puffy            | Sophie Aldred                                      | Antonella Baldini   |
| Stink            | Sophie Aldred                                      | Paolo Vivio         |